# Cube multimagique
En mathématiques, un cube p-multimagique est un cube magique qui reste magique même si tous les nombres sont remplacés par leur k-ième puissance pour {\displaystyle 1\leq k\leq p\,}.
Ainsi, un cube 2-multimagique, ou cube bimagique, est un cube magique qui reste magique si tous les nombres qu'il contient sont élevés au carré. Le seul exemple connu d'un cube bimagique fut donné par John Hendricks (en) en 2000 ; il est d'ordre 25 et de constante magique 195 325.
Un cube 3-multimagique, ou cube trimagique, est un cube magique qui reste magique si tous les nombres qu'il contient sont élevés au carré ou au cube. En 2010, aucun cube trimagique n'est connu.